# Molly Huddle
Molly Huddle (ur. 31 sierpnia 1984 w Elmira) – amerykańska lekkoatletka specjalizująca się w biegach długich.
Na arenie międzynarodowej startowała dwukrotnie w przełajowych mistrzostwach świata. W 2010 roku sięgnęła – wraz z koleżankami z reprezentacji – po brązowy medal tej imprezy w rywalizacji drużynowej. Była rekordzistka Ameryki Północnej w biegach na 5000 (14:42,64 w 2014) i 10 000 metrów (30:13,17 w 2016). Wielokrotna mistrzyni USA.

## Osiągnięcia
| Rok  | Impreza                         | Miejsce        | Konkurencja      | Lokata      | Wynik    |
| ---- | ------------------------------- | -------------- | ---------------- | ----------- | -------- |
| 2008 | Mistrzostwa świata w przełajach | Edynburg       | bieg seniorek    | 23. miejsce | 26:40    |
| 2008 | Mistrzostwa świata w przełajach | Edynburg       | drużyna seniorek | 4. miejsce  |          |
| 2010 | Mistrzostwa świata w przełajach | Bydgoszcz      | bieg seniorek    | 19. miejsce | 25:59    |
| 2010 | Mistrzostwa świata w przełajach | Bydgoszcz      | drużyna seniorek | 3. miejsce  |          |
| 2010 | Puchar interkontynentalny       | Split          | bieg na 5000 m   | 3. miejsce  | 16:08,60 |
| 2011 | Mistrzostwa świata w przełajach | Punta Umbría   | bieg seniorek    | 17. miejsce | 26:26    |
| 2011 | Mistrzostwa świata w przełajach | Punta Umbría   | drużyna seniorek | 3. miejsce  |          |
| 2012 | Igrzyska olimpijskie            | Londyn         | bieg na 5000 m   | 11. miejsce | 15:20,29 |
| 2013 | Mistrzostwa świata              | Moskwa         | bieg na 5000 m   | 6. miejsce  | 15:05,73 |
| 2015 | Mistrzostwa świata              | Pekin          | bieg na 10 000 m | 4. miejsce  | 31:43,58 |
| 2016 | Igrzyska olimpijskie            | Rio de Janeiro | bieg na 10 000 m | 6. miejsce  | 30:13,17 |
| 2017 | Mistrzostwa świata              | Londyn         | bieg na 5000 m   | 12. miejsce | 15:05,28 |
| 2017 | Mistrzostwa świata              | Londyn         | bieg na 10 000 m | 8. miejsce  | 31:24,78 |
| 2019 | Mistrzostwa świata              | Doha           | bieg na 10 000 m | 9. miejsce  | 31:07,24 |